# Papstwahl 1191

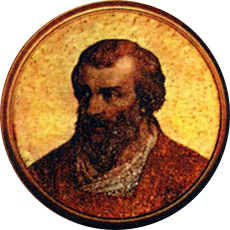

Die Papstwahl 1191 fand am 21. März 1191 statt. Sie fand nach dem Tod von Papst Clemens III. statt und führte zur Wahl des 85-jährigen Kardinals Giacinto di Pietro di Bobone, der sich den Namen Coelestin III. gab.

## Hintergrund
Papst Clemens III. starb am 20. März 1191 und die Wahl fand bereits am Tag darauf statt, da der deutsche Kaiser Heinrich VI. vor den Toren von Rom stand. Der gewählte Giacinto die Pietro die Bobone war 85 Jahre alt hatte nur die Diakonweihe erhalten und war Kardinaldiakon von Santa Maria in Cosmedin. Er erhielt daher nach der Wahl die Priester- und Bischofsweihe.

## Kardinäle
Nach einigen Quellen gab es damals vierzig Kardinäle, aber sechs abwesend waren.
Folgende teilnehmende Kardinäle sind namentlich bekannt:
| Kardinal                          | Land      | Kardinaltitel                                                                            | Kreierungsdatum   | Kreiert von    | Anmerkung                         |
| --------------------------------- | --------- | ---------------------------------------------------------------------------------------- | ----------------- | -------------- | --------------------------------- |
| Konrad I. von Wittelsbach         | Bayern    | Kardinalbischof von Sabina                                                               | 18. Dezember 1165 | Alexander III. | Kardinaldekan                     |
| Giovanni dei conti di Anagni      | Anagni    | Kardinalpriester von San Marco                                                           | 1158/1159         | Adriano IV     | Bischof von Palestrina            |
| Albino da Milano, CRSA            | Mailand   | Kardinalbischof von Albano                                                               | Ca. 1182          | Lucius III.    |                                   |
| Ottaviano Poli dei conti di Segni | Rom       | Kardinalbischof von Ostia und Velletri                                                   | 18. Dezember 1182 | Lucius III.    |                                   |
| Pietro Gallozia                   | Rom       | Kardinalbischof von Porto und Santa Rufina                                               | September 1190    | Clemens III.   |                                   |
| Wilhelm von Blois                 | Laon      | Kardinalpriester von Santa Sabina, Erzpriester des Petersdomes und Kardinalprotopriester | März 1179         | Alexander III. | Erzbistum Reims                   |
| Pandolfo Masca                    | Lucca     | Kardinalpriester von Santi XII Apostoli                                                  | Dezember 1182     | Lucius III.    |                                   |
| Melior, OSBVall                   | Pisa      | Kardinalpriester von Santi Giovanni e Paolo                                              | 6. März 1185      | Lucius III.    | Ehemaliger Camerlengo (1184–1189) |
| Adelardo Cattaneo                 | Lendinara | Bischof von Verona                                                                       | 6. März 1185      | Lucius III.    |                                   |
| Gregorio Carelli                  | Rom       | Kardinaldiakon von San Giorgio in Velabro                                                | September 1190    | Clemens III.   |                                   |